# イェンス・イェルン・ベアテルセン
イェンス・イェルン・ベアテルセン（Jens Jørn Bertelsen、1952年2月15日 - ）は、デンマーク・グルダガー出身の元同国代表サッカー選手。現役時代のポジションはMF。

## 経歴
エスビャウfBでキャリアをスタートさせ、9シーズンもの間レギュラーとして活躍した。1979年には、エスビャウのデンマーク・ファーストディビジョン優勝に守備的MFとして大きく貢献したことが評価され、デンマーク年間最優秀サッカー選手賞を受賞している。1982-83シーズン開幕前にベルギーのRFCスランへ移籍すると、その後はFCルーアンやFCアーラウといった国外のクラブでプレーするシーズンが続いた。1987年に古巣エスビャウfBへ復帰し、2年後の1988年に現役を引退した。
エスビャウでプロデビューを果たしてから3年後の1976年6月24日、ノルウェー代表との親善試合でデンマーク代表デビュー。デビュー後はドイツ人指揮官ゼップ・ピオンテック監督の下、「ダニッシュ・ダイナマイト」と呼ばれたチームでレギュラーに定着し、UEFA欧州選手権1984や1986 FIFAワールドカップに出場した。

## 個人成績

### 代表
試合数
- 国際Aマッチ 69試合 2得点（1976年 - 1987年）

| デンマーク代表 | 国際Aマッチ | 国際Aマッチ |
| 年             | 出場        | 得点        |
| -------------- | ----------- | ----------- |
| 1976           | 1           | 0           |
| 1977           | 0           | 0           |
| 1978           | 2           | 0           |
| 1979           | 6           | 1           |
| 1980           | 8           | 0           |
| 1981           | 9           | 0           |
| 1982           | 7           | 0           |
| 1983           | 6           | 0           |
| 1984           | 12          | 0           |
| 1985           | 6           | 0           |
| 1986           | 8           | 1           |
| 1987           | 4           | 0           |
| 通算           | 69          | 2           |

得点
| # | 開催日         | 開催地                                           | 対戦国       | スコア | 結果 | 大会                   |
| - | -------------- | ------------------------------------------------ | ------------ | ------ | ---- | ---------------------- |
| 1 | 1979年11月14日 | カディス、エスタディオ・ラモン・デ・カランサ     | スペイン     | 0-2    | 1-3  | 親善試合               |
| 2 | 1986年10月29日 | コペンハーゲン、コペンハーゲン・イドラーツパルク | フィンランド | 1-0    | 1-0  | UEFA欧州選手権1988予選 |

## タイトル

### クラブ
エスビャウ
- デンマーク・ファーストディビジョン : 1回 (1978-79)
- デンマーク・カップ : 1回 (1975-76)

### 個人
- デンマーク年間最優秀サッカー選手賞 : 1回 (1979)